# Jézus szíve legtisztább szív
A Jézus szíve legtisztább szív egyházi népének. Dallama Náray György: Lyra Coelestis c. énekkönyvében jelent meg először.
Kétféle szöveggel éneklik. A Jézus szíve legtisztább szív Szemenyei–Kapossy: Római Katholikus Egyházi Énekek című könyvéből való. A farsangi napokon énekelt Isten áldjon, tünde játék a Vale mundus kezdetű latin himnusz Sík Sándor átdolgozásában.
Feldolgozás:
| Szerző       | Mire      | Mű               |
| ------------ | --------- | ---------------- |
| Bárdos Lajos | vegyeskar | Musica Sacra I/4 |

## Kotta és dallam
| Jézus Szíve, legtisztább szív, kegyelem oltára, Boldog, aki tehozzád hív, s szívét hozzád tárja. Vércseppjeid a világnak bűneit lemosták, Rólam is a gyarlóságnak tisztítsad le foltját.           | Jézus Szíve, szelídségnek titkos iskolája, A mennyei dicsőségnek legszebb koronája. Szívemet tedd szent Szívedhez hasonlóvá, kérlek, Szívemet fűzd a tiédhez, jóvá, szelíddé tedd. |
| Jézus Szíve, add hogy mindig szeresselek jobban; Ha ér bőség, ha ér ínség, jó és rossz napokban. Légy te, szent Szív, én istápom, légy te menedékem, A sötétben napvilágom, kincsem, dicsőségem.   | Jézus Szíve, szűz Anyának drága szép virága; Az ő szíve alatt támadt lelkünk boldogsága. Jézus Szíve s Máriáé, hajoljatok össze, Szíveinket, ha szétválnak, Ti fűzzétek össze.     |
| Legyen hála az Atyának, ki minket teremtett! Legyen hála szent Fiának, ki pokoltól mentett! Hála néked, ó Szentlélek, minden ajk ezt zengje, Hála Jézus szent Szívének mind földön, mind mennybe'! | |

## Felvételek
- Jézus szíve legtisztább szív. www.szolgalohittan.hu (Hozzáférés: 2017. január 8.) arch 3:36-ig.
- SZVU 155 Jezus szive legtisztabb sziv. YouTube. Kassa, Szemináriumtemplom (2011. március 20.)  (Hozzáférés: 2017. január 8.) (audió)
- Jézus Szíve legtisztább szív. Bálint Tamás  YouTube. Gyömrő, Jézus Szíve Templom (2009. november 29.)  (Hozzáférés: 2017. január 8.) (videó) 3:20-ig.
- Jézus szíve legtisztább szív. Santa Cecília (Hozzáférés: 2017. január 8.) (audió)
- Jézus Szíve. Kecskeméti Piarista Gimnázium fiúkara  YouTube. Kecskemét, Piarista templom (2016. május 19.)  (Hozzáférés: 2017. január 8.) (audió) két szólamú férfikar
- SZVU 155 Jézus szíve legtisszább szív és postludium :). YouTube (2011. július 15.)  (Hozzáférés: 2017. január 8.) (videó)